# واندرول
واندرول (به انگلیسی: Wonderwell) فیلمی محصول سال ۲۰۲۳ و به کارگردانی ولاد مارساوین است. در این فیلم بازیگرانی همچون کری فیشر، ریتا اورا، کیارا میلوارد، نل تایگر فری، سباستین کرافت، وینسنت اسپانو، مگان دادز، نیکولو بسیو و لوید اوون ایفای نقش کرده‌اند.